# Принц Оранський (титул)

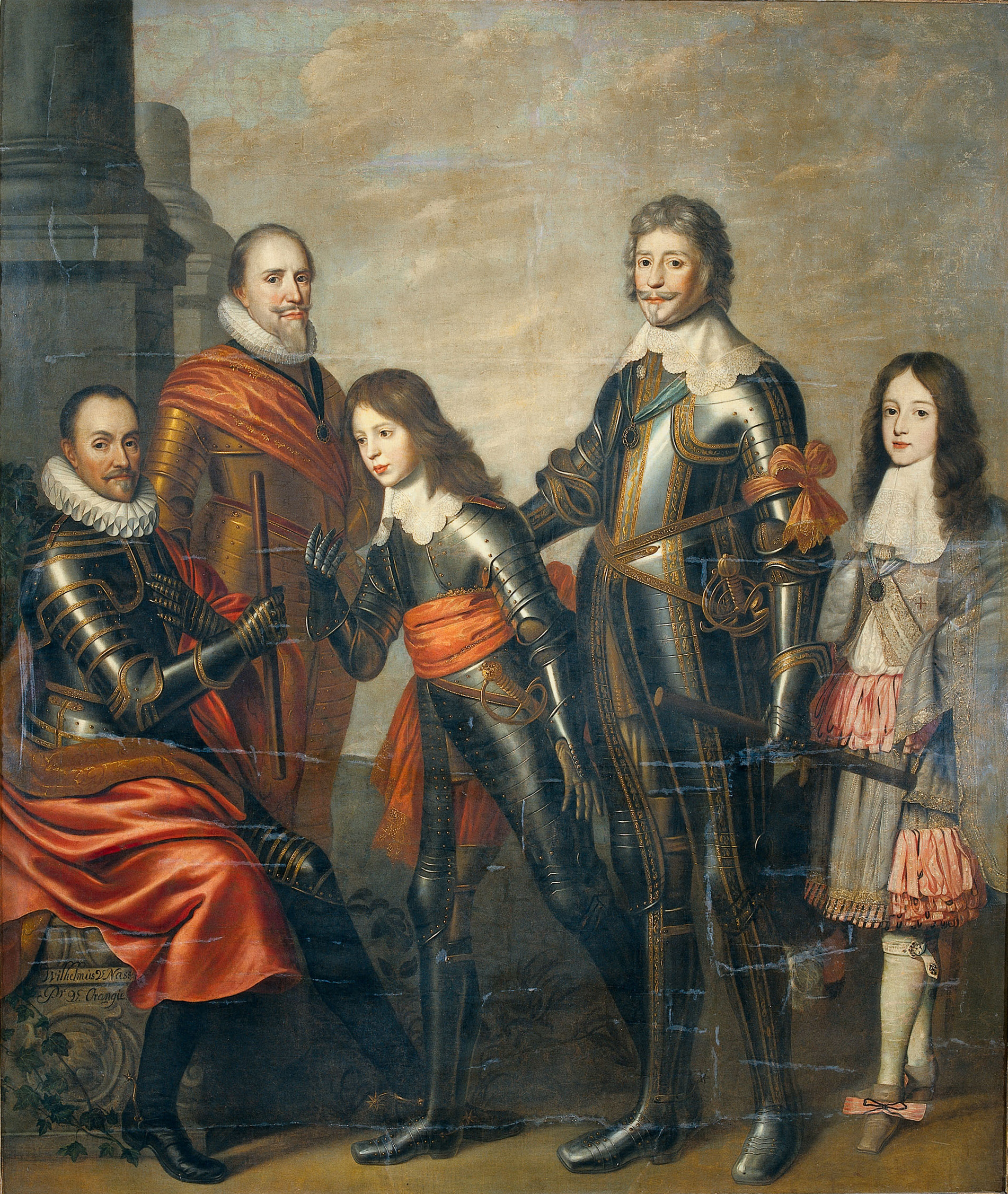
Чотири покоління принців Оранських: Вільгельм I, Моріц Оранський і Фредерік Генріх, Вільгельм II, Вільгельм III

Принц Оранський або Принц Нассау-Оранський (нід. Prins van Oranje-Nassau) — титул, який в історії Нідерландів мав різні значення. Нинішній титул принца Оранського вживається як титул престолонаслідника; якщо спадкоємиця — жінка, вона має титул принцеси Оранської.

## Історія
Спочатку це був спадковий титул монарха суверенного Оранського князівства зі столицею в Оранжі на півдні Франції. Хоча українською історично прижилась назва титулу «принц», коректніший переклад його є «князь».
З XVI століття ділленбурзька гілка Нассауського дому, до якого перейшло володіння Оранжем і Оранським князівством, зіграла ключову роль у нідерландській політиці. Найвідоміший принц Вільгельм I Оранський на прізвисько «Мовчазний», став одним з лідерів Нідерландської революції і Реформації XVI століття.
Нащадки Вільгельма традиційно обиралися на пост статхаудера Об'єднаних провінцій. Принц Вільгельм III Оранський, що правив Нідерландами з 1672, в 1689 став також королем Англії та Шотландії. Після смерті бездітного Вільгельма відразу кілька його далеких родичів заявили свої права на володіння Оранжем: так, глави прусського дому Гогенцоллернів досі носять цей титул як один із другорядних.
За підсумками Наполеонівських воєн та Віденського конгресу (1815) Нідерланди стали незалежною монархією, а принци Оранські перетворилися в правлячу Оранську династію цього королівства. З того часу титул принц вживається, як це зазвичай у монархічному домі, як титул престолонаслідника; якщо спадкоємиця — жінка, вона має титул принцеси (на відміну, наприклад, від Великої Британії, де жінка-спадкоємиця не титулується принцесою Уельською, а так називається тільки дружина спадкоємця).

## Список
Графи Оранж — Перша Оранська династія
Як суверенні правителі Оранського графства, до 1340 року всі сини графів та князів Оранських успадковували цей титул. Тут показано лише пряму лінію монархів.
| No | Ім'я                      | Герб | Народився | Помер | Дружина              |
| -- | ------------------------- | ---- | --------- | ----- | -------------------- |
| 1. | Понс де Мевуйон           |      |           |       | Блізмодіс            |
| 2. | Понс II де Мевуйон        |      | 920       | 986   | Ричільда             |
| 3. | Лож'є де Ніц              |      | 950       | 1032  | Оділія де Прованс    |
| 4. | Рамбо де Ніц              |      | 1006      | 1073  | Accelena d'Apt       |
| 5. | Бертран-Рамбо д'Оранський |      | 1045      | ?     | Аделаїда де Кавенезе |
| 6. | Рамбо ІІ Оранський        |      | 1066      | 1121  | N                    |
| 7. | графиня Тібурга Оранська  |      | 1105      | 1150  | Гійом д'Омелас       |
| 8. | граф Рамбо ІІІ Оранський  |      | 1147      | 1173  | не було              |

Після смерті графа Рамбо ІІІ пресіклась перша династія Оранських. Володіння успадкував його шваґро Бертран I. А графство Оранське було піднесено до князівства 1163 року імператором Священної Римської імперії Фрідріхом I. 
Князі Оранські — династія Бо
Дім Бо успадкував Оранське князівство, після того як Бертран I де Бо одружився з останньою представницею династії графів Оранських - Тібурзі ІІ, сестрі Рамбо ІІІ та доньці графині Тібурги Оранської. 
| No | Ім'я                  | Герб | Народився | Помер | Дружина             |
| -- | --------------------- | ---- | --------- | ----- | ------------------- |
| 1. | князь Бертран I де Бо |      | 1121      | 1180  | Тібурга ІІ Оранська |

Князі Оранські — династія Бо-Оранж

Бертран I як князь Оранський використовував герб будинку Бо: 16-кінцева біла зірка, розміщена на червоно-червоному полі. Його нащадки додали горн як геральдичну фігуру, що належала його дружині Тібурзі ІІ та династії графів Оранж.

| No | Ім'я                        | Герб | Народився | Принц Оранський з | Помер        | Дружина                                    |
| -- | --------------------------- | ---- | --------- | ----------------- | ------------ | ------------------------------------------ |
| 2. | Гійом І де Бо Оранський     |      | 1155      | 31 жовтня 1180    | червень 1218 | 1. Ерменгарда де Мевуйон 2. Аліса Елуа     |
| 3. | Гійом ІІ де Бо Оранський    |      | 1200      | червень 1218      | 1239         | Преціоса                                   |
| 4. | Раймонд I де Бо Оранський   |      | 1205      | 1218              | 1282         | Мальберйона д'Э                            |
| 5. | Гійом ІІІ де Бо Оранський   |      |           | 1246              | 1257         | Гальбурга де Мевуйон                       |
| 6. | Бертран IІ де Бо Оранський  |      | 1255      | 1282              | 1314         | Елеонора Женевська                         |
| 7. | Раймонд IІ де Бо Оранський  |      |           | 1314              | 1340         | Ганна В'єнська                             |
| 8. | Раймонд IІІ де Бо Оранський |      | 1320      | 1340              | 1393         | 1. Констанція Тріанська 2. Жанна Женевська |
| 9. | Марія де Бо Оранська        |      |           | 1393              | 1417         | Жан ІІІ де Шалон-Арле                      |

Донька і спадкоємиця князя Оранського Раймонда ІІІ, Марія де Бо Оранська 11 квітня 1386 р. у папському палаці в Авіньйоні була заручена з Жаном де Шалон-Арле. На ній завершилась династія князів Оранських з дому де Бо-Оранж.  
Князі Оранські — династія Оранж-Шалон
Князі Шалон-Арле були молодшою гілкою правлячого дому графства Бургундія, Анскаридів або дому Іврея. 
| No  | Ім'я                  | Герб | Народився | Принц Оранський з | Помер          | Дружина                                                     |
| --- | --------------------- | ---- | --------- | ----------------- | -------------- | ----------------------------------------------------------- |
| 10. | Жан ІІІ де Шалон-Арле |      | 1361      | 10 лютого 1393    | 2 вересня 1418 | Марія де Бо Оранська                                        |
| 11. | Луї II де Шалон-Арле  |      | 1390      | жовтень 1417      | 3 грудня 1463  | 1. Жанна Монбельяк 2. Елеонора д'Арманьяк 3. Бланш де Гамаш |

Князі Оранські — династія Шалон-Оранська
Єдиний син графа Нассау-Бреди Генріха III (1483-1538) та його другої дружини Клоді де Шалон (1498-1521) - Рене де Шалон успадкував титул князя Оранського. Його дядько (брат матері) Філібер Шалонський був останнім князем Оранжа із Шалонської династії. Після його смерті Рене успадкував усі володіння за умови прийняття прізвища та герба де Шалонів.
| No  | Ім'я          | Зображення | Герб | Народився     | Принц Оранський з | Помер         | Дружина           |
| --- | ------------- | ---------- | ---- | ------------- | ----------------- | ------------- | ----------------- |
| 15. | Рене де Шалон |            |      | 5 лютого 1519 | 3 серпня 1530     | 15 липня 1544 | Ганна Лотаринзька |

Принци Оранські — глави дому нової Оранської династії
Віллем І Нассауський успадкував титул та Оранське князівство від свого двоюрідного брата князя Рене Шалонського. Хоча Віллем не походив від жодного попереднього князя Оранського, князь Рене, що не мав дітей, заповів володіння своєму двоюрідному брату. Це поклало початок династії голландського королівського будинку Оранських-Нассау.
| No  | Ім'я             | Зображення | Герб | Народився         | Принц Оранський з | Помер            | Дружина                                                                          |
| --- | ---------------- | ---------- | ---- | ----------------- | ----------------- | ---------------- | -------------------------------------------------------------------------------- |
| 16. | Віллем I         |            |      | 24 квітня 1533    | 15 липня 1544     | 10 липня 1584    | 1. Ганна ван Егмонт 2. Ганна Саксонська 3. Шарлота де Бурбон 4. Луїза де Коліньї |
| 17. | Філіп-Віллем     |            |      | 19 грудня 1554    | 10 липня 1584     | 20 лютого 1618   | Елеонора де Бурбон                                                               |
| 18. | Моріц            |            |      | 14 листопада 1567 | 20 лютого 1618    | 23 квітня 1625   | не було                                                                          |
| 19. | Фредерік Гендрік |            |      | 29 січня 1584     | 23 квітня 1625    | 14 березня 1647  | Амалія Зольмс-Браунфельська                                                      |
| 20. | Віллем II        |            |      | 27 травня 1626    | 14 березня 1647   | 6 листопада 1650 | Марія Стюарт                                                                     |
| 21. | Віллем ІІІ       |            |      | 14 листопада 1650 | 14 листопада 1650 | 8 березня 1702   | Марія II                                                                         |

Принци Оранські — глави будинку, князі Оранські-Нассау
| No  | Ім'я               | Зображення | Герб | За правління             | Народився      | Спадкоємець корони з | Принц Оранський з | Принц Оранський по | Помер          | Дружина                        |
| --- | ------------------ | ---------- | ---- | ------------------------ | -------------- | -------------------- | ----------------- | ------------------ | -------------- | ------------------------------ |
| 22. | Йоган Віллем Фрізо |            |      | князь Віллем III         | 4 серпня 1687  | 8 березня 1702       | 8 березня 1702    | 14 липня 1711      | 14 липня 1711  | Марія Луїза Гессен-Кассельська |
| 23. | Віллем ІV          |            |      | князь Йоган Віллем Фрізо | 1 вересня 1711 | 1 вересня 1711       | 1 вересня 1711    | 22 жовтня 1751     | 22 жовтня 1751 | Ганна Ганноверська             |
| 24. | Віллем V           |            |      | князь Віллем IV          | 8 березня 1748 | 22 жовтня 1751       | 22 жовтня 1751    | 9 квітня 1806      | 9 квітня 1806  | Вільгельміна Пруська           |

Принци Оранські — спадкоємці королівського престолу
| No  | Ім'я                                           | Зображення | Герб | За правління     | Народився      | Спадкоємець корони з                              | Принц Оранський з                                 | Принц Оранський по           | Помер             | Дружина              |
| --- | ---------------------------------------------- | ---------- | ---- | ---------------- | -------------- | ------------------------------------------------- | ------------------------------------------------- | ---------------------------- | ----------------- | -------------------- |
| 25. | Принц Віллем згодом король Віллем I            |            |      | князь Віллем V   | 24 серпня 1772 | 9 квітня 1806                                     | 9 квітня 1806                                     | 7 жовтня 1840                | 7 жовтня 1840     | Вільгельміна Пруська |
| 26. | Принц Віллем згодом Віллем II                  |            |      | король Віллем I  | 6 грудня 1792  | 16 березня 1815 Коронування Віллема I             | 16 березня 1815 Коронування Віллема I             | 7 жовтня 1840 став королем   | 17 березня 1849   | Анна Павловна        |
| 27. | Принц Віллем згодом Віллем III                 |            |      | Віллем II        | 19 лютого 1817 | 7 жовтня 1840 Коронування Віллема II              | 7 жовтня 1840 Коронування Віллема II              | 17 березня 1849 став королем | 23 листопада 1890 | Софія Вюртемберзька  |
| 28. | Принц Віллем                                   |            |      | Віллем III       | 4 вересня 1840 | 17 березня 1849 Коронування Віллема III           | 17 березня 1849 Коронування Віллема III           | 11 червня 1879               | 11 червня 1879    | не було              |
| 29. | Принц Олександер                               |            |      | Віллем III       | 25 серпня 1851 | 11 червня 1879 смерть брата Віллема               | 11 червня 1879 смерть брата Віллема               | 21 червня 1884               | 21 червня 1884    | не було              |
| 30. | Принц Віллем-Олександр згодом Віллем-Олександр |            |      | Беатрікс         | 27 квітня 1967 | 30 квітня 1980 Вступ на посаду королеви Беатрікс  | 30 квітня 1980 Вступ на посаду королеви Беатрікс  | 30 квітня 2013 став королем  | –                 | Максима              |
| 31. | Принцеса Катаріна-Амалія                       |            |      | Віллем-Олександр | 7 грудня 2003  | 30 квітня 2013 Вступ на посаду Віллема-Олександра | 30 квітня 2013 Вступ на посаду Віллема-Олександра | —                            | –                 | нема                 |